# 280 Broadway
El A. T. Stewart Company Store  es un edificio histórico ubicado en Nueva York, Nueva York. El A. T. Stewart Company Store se encuentra inscrito como un Hito Histórico Nacional en el Registro Nacional de Lugares Históricos desde el 2 de junio de 1978.  John B. Snook diseñó A. T. Stewart Company Store.

## Ubicación
El A. T. Stewart Company Store se encuentra dentro del condado de Nueva York.